# گلوبیگ-بلدین
گلوبیگ-بلدین (به آلمانی: Globig-Bleddin) یک منطقهٔ مسکونی در آلمان است که در کمبرگ واقع شده‌است. گلوبیگ-بلدین  ۵۹۴ نفر جمعیت دارد.